# Andrena unita
Andrena unita là một loài Hymenoptera trong họ Andrenidae. Loài này được Nurse mô tả khoa học năm 1904.